# Agrochola fumosa
Agrochola fumosa là một loài bướm đêm trong họ Noctuidae.